# NBA 2K22
NBA 2K22 es un videojuego de simulación de baloncesto de 2021 desarrollado por Visual Concepts y publicado por 2K Sports, basado en la National Basketball Association (NBA). Es la entrega número 23 de la franquicia NBA 2K y el sucesor de NBA 2K21. El juego se lanzó el 10 de septiembre de 2021 para Microsoft Windows, Nintendo Switch, PlayStation 4, PlayStation 5, Xbox One y Xbox Series X/S.
NBA 2K22 Arcade Edition se lanzó para Apple Arcade el 19 de octubre de 2021.

## Atleta de portada
Por primera vez en la serie, el juego presenta seis atletas de portada diferentes: las ediciones estándar y de generación actual presentan a Luka Dončić de los Dallas Mavericks, la edición del 75 aniversario presenta a Kareem Abdul-Jabbar de Los Angeles Lakers, Dirk Nowitzki (también para los Mavericks), y Kevin Durant de los Brooklyn Nets. La Edición Especial del 25 Aniversario de la WNBA presenta a Candace Parker del Chicago Sky. La carátula japonesa presenta a Rui Hachimura de los Washington Wizards. Parker se convirtió en la primera jugadora de la WNBA para convertirse en el atleta de portada de la serie NBA 2K.

## Recepción
NBA 2K22 recibió críticas "generalmente favorables" de los críticos, según Metacritic.

## Banda sonora
La banda sonora de NBA 2K22 es similar a las versiones anteriores, ya que presenta muchas de las mejores canciones actuales de rap, hip-hop, pop y rock. Esta versión de NBA 2K es la primera de la serie en actualizar su banda sonora a medida publicado. Esta característica del juego se llama "First Friday's" y se lanzará nueva música de los mejores artistas del día y nuevos artistas.